# NASA Astronautengroep 2
De New Nine was de bijnaam van NASA's tweede astronautengroep. De negen nieuwe astronauten die NASA in 1962 selecteerde, waren nodig om te kunnen starten met het Geminiprogramma, de opvolger van het Mercuryprogramma.
De groep bestond uit:
| Astronaut       | Aantal vluchten | Missies                                                 | Status               |
| --------------- | --------------- | ------------------------------------------------------- | -------------------- |
| Neil Armstrong  | 2               | Gemini 8, Apollo 11                                     | Pensioen 01.08.1970  |
| Frank Borman    | 2               | Gemini 7, Apollo 8                                      | Pensioen 01.07.1970  |
| Charles Conrad  | 4               | Gemini 5, Gemini 11, Apollo 12, Skylab 2                | Pensioen 01.02.1974  |
| James Lovell    | 4               | Gemini 7, Gemini 12, Apollo 8, Apollo 13                | Pensioen 01.03.1973  |
| James McDivitt  | 2               | Gemini 4, Apollo 9                                      | Pensioen ??.06.1972  |
| Elliott See     | 0               |                                                         | Omgekomen 28.02.1966 |
| Thomas Stafford | 4               | Gemini 6A, Gemini 9A, Apollo 10, Apollo ASTP            | Pensioen 27.02.1982  |
| Edward White    | 1               | Gemini 4                                                | Omgekomen 27.01.1967 |
| John Young      | 6               | Gemini 3, Gemini 10, Apollo 10, Apollo 16, STS-1, STS-9 | Pensioen 31.12.2004  |